# Asilo Santa Isabel
O Asilo Santa Isabel é uma edificação localizada em Salvador, município do estado brasileiro da Bahia. Foi tombado pelo Instituto do Patrimônio Artístico e Cultural da Bahia (IPAC) em 2002, através do processo n.º 006.

## História
Fundado em 1848 por membros da Ordem Terceira de São Francisco, chamava-se inicialmente Casa de Asylo de Santa Izabel, e foi implementado com o objetivo originalmente de dar amparar os membros idosos da Ordem. Posteriormente, passou a denominar-se Lar Franciscano Asilo Santa Isabel e a receber também pessoas de fora da ordem religiosa.
O projeto foi assinado pelo coronel do Corpo d'Engenheiros Militares do Império e Diretor das Obras Públicas da Província, João Bloem. A construção em estilo neoclássico foi inaugurada em 1860, incluindo a Capela de Santa Izabel. Com um total de setenta e cinco quartos e mais de cem janelas, chegou a ser discutida a venda do imóvel em 1878, devido ao alto custo de manutenção, porém, o processo não teve continuidade. As instalações foram reformadas e ampliadas por várias vezes, teve restauração e nova fachada em 1886, a escadaria para a Baixa dos Sapateiros foi realizada em 1888 sob o comando do engenheiro José Albioni, novas obras foram realizadas em 1914 e 1933, para implementar uma biblioteca e uma nova capela.
No seu interior ainda são preservados os móveis antigos e o piso do chão em lioz colorido. No jardim central, encontram-se as esculturas em mármore, representando as quatro estações do ano. A capela original ficava no andar de cima e possuía um pequeno altar com a imagem de Santa Izabel , e que depois foram adicionados quadros da via sacra, bancos e confessionários. Em 1893 a capela foi transferida para o andar térreo e em 1933, inaugurou-se a nova capela com altar neoclássico e uma nova imagem de Santa Izabel, realizada pelo escultor baiano Pedro Pereira. Segundo documentos da Ordem, a primeira Capela de Santa Izabel foi doada para o Colégio São José. Segundo a tradição, o local recebeu a visita de D. Pedro II, na década da inauguração, e ganhou o nome em homenagem à filha do imperador, a princesa Isabel.
Foi tombado pelo IPAC em 2002, recebendo tombo de bens imóveis (Inscrição 57/2002). Em 2017 foi novamente reformado.